# Alter Friedhof Alt-Saarbrücken

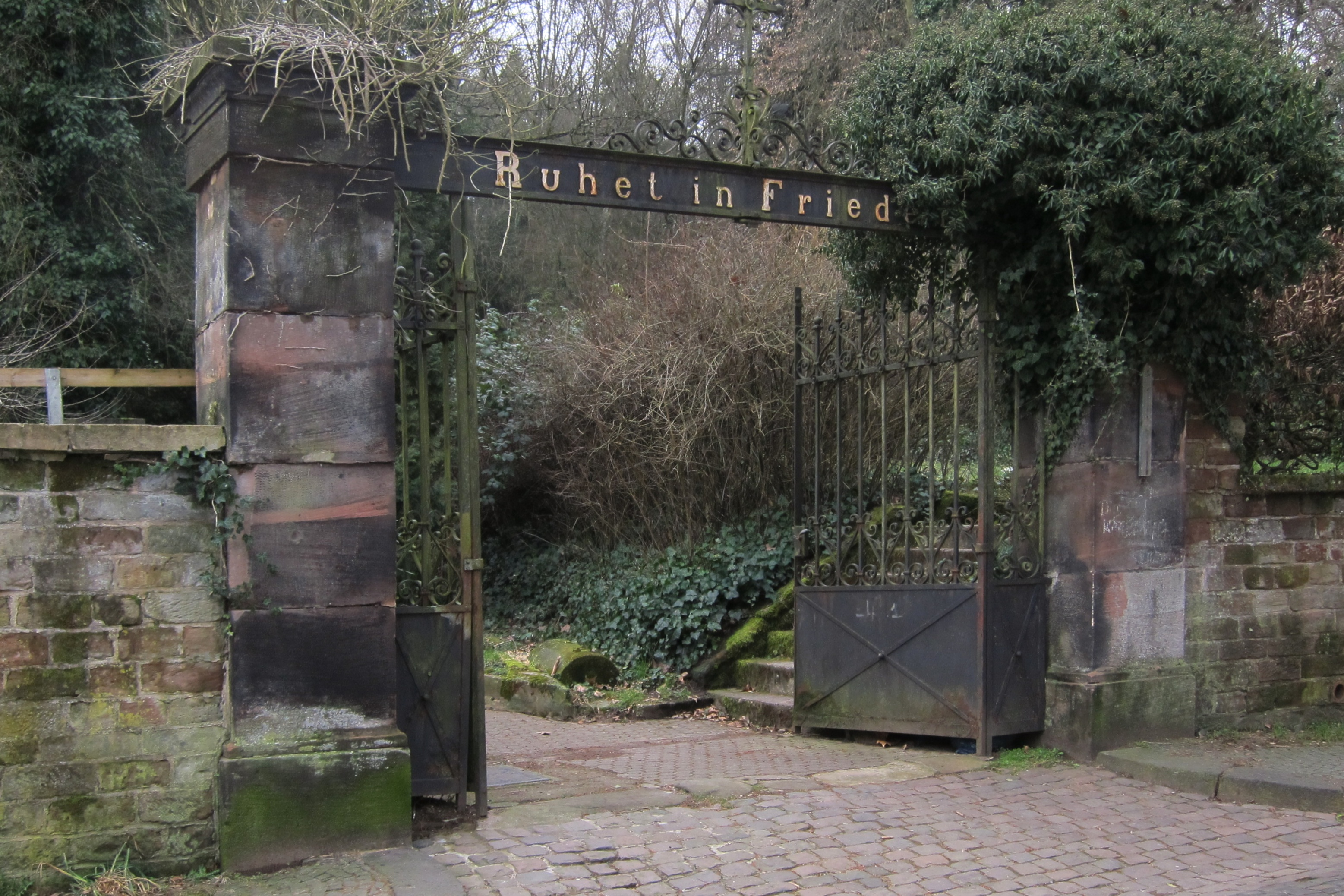
Haupteingang des alten Friedhofs in Alt-Saarbrücken am Deutschherrnpfad
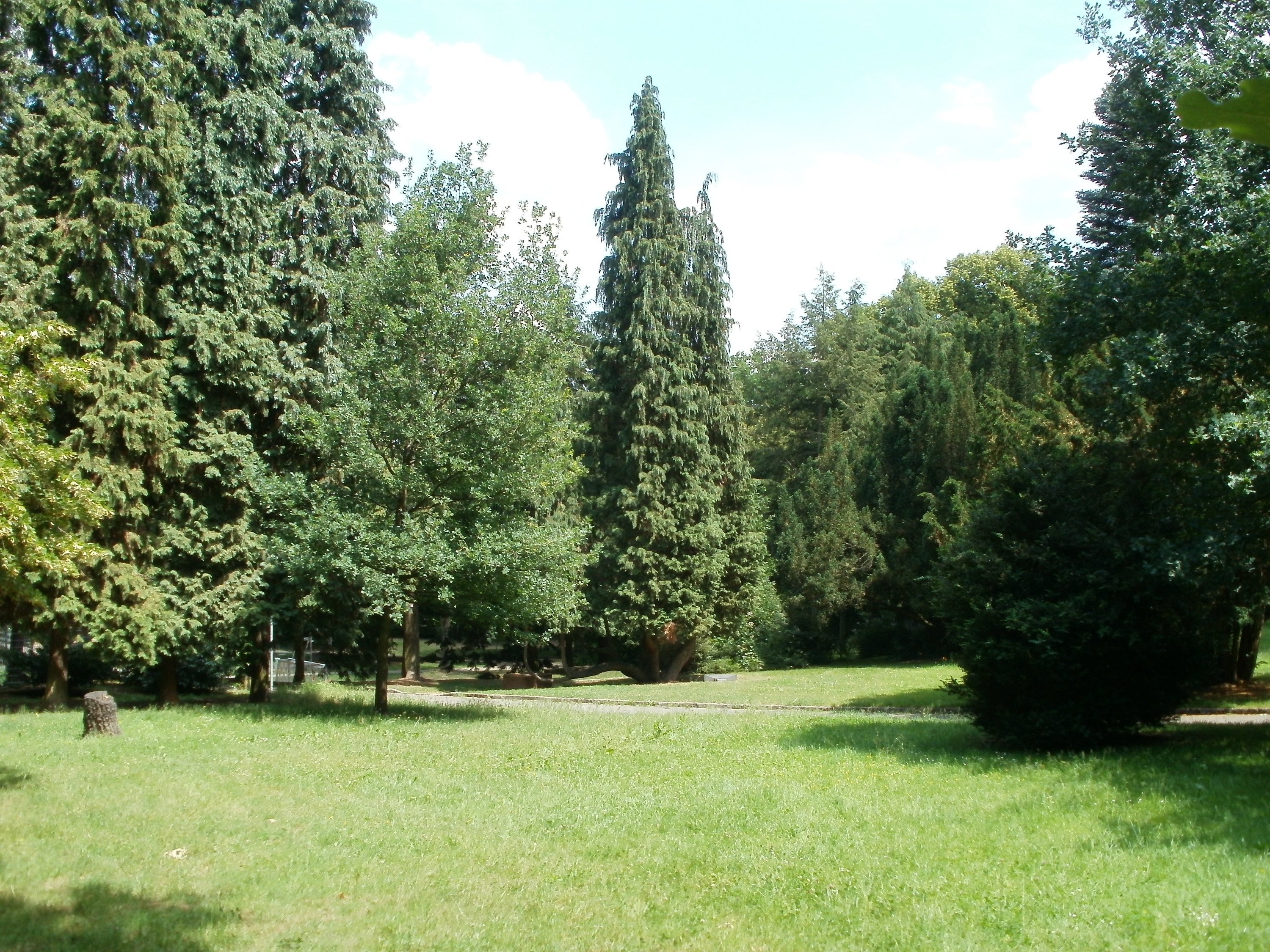
Blick auf die Parkanlage des Friedhofs. Der Friedhof Alt-Saarbrücken ist ein ehemaliger Friedhof und wird heute als Park genutzt.

## Lage
Der Friedhof liegt an einem Hang mitten in Alt-Saarbrücken. Im Norden begrenzt die Komturstraße sowie der Deutschherrnpfad den Friedhof, im Westen die Straße Bruchschneidersdell, im Osten die Friedhofsallee und die Dellengartenstraße und im Süden die Straße Am Ordensgut.

## Geschichte
Der Friedhof wurde 1851 angelegt und eröffnet. Zwischen 1907 und 1909 wurde das Areal erweitert. Als die innerstädtischen Friedhöfe der Stadt in den 1910er Jahren an ihre Belegungsgrenzen stießen, schuf die Stadtverwaltung 1914 im Süden Saarbrückens einen neuen zentralen Bestattungsplatz an der Metzer Straße nahe der Grenze zu Frankreich, dem heutigen Hauptfriedhof, der nach und nach die innerstädtischen Friedhöfe ablösen sollte. 1917 wurde der Friedhof in Alt-Saarbrücken dann geschlossen.
Heute dient das knapp 4 Hektar große Areal als Park und Naherholungsanlage. Es wurde in den 1990er Jahren umgewidmet. Der größte Teil der Gräber wurde entfernt und zu einem Park umgestaltet. Die wenigen erhaltenen Gräber sind vor allem künstlerisch wertvoll oder stehen unter Denkmalschutz. Für einige wenige Gräber besteht auch noch ein Nutzungsrecht, so wurde 2002 die letzte Beisetzung vollzogen.

## Denkmale
Der Friedhof besitzt einige pompöse Grabmale von prominenten Bürgerfamilien, darunter der Industriellenfamilie Röchling, den Kloevekorns, der Kaufmannsfamilie Haldy, des Saarbrücker Bürgermeisters und bekannten Ornithologen Julius Kiefer und ein Ehrengrab von Charles Rupied. Außerdem sind hier gefallene Soldaten aus dem Deutsch-Französischen Krieg 1870/71 und dem Ersten Weltkrieg beigesetzt. Das Gelände steht unter Denkmalschutz.